# Ješovec pri Kozjem
Ješovec pri Kozjem – wieś w Słowenii, w gminie Kozje. W 2018 roku liczyła 128 mieszkańców.